# 第二丁卯
| 第二丁卯 |                                                                              |
| 艦歷     |                                                                              |
| 建造所   | （英国・伦敦）                                                               |
| 起工     |                                                                              |
| 進水     | 慶應2年（1866年）                                                            |
| 竣工     | 慶應3年（1867年）                                                            |
| 就役     | 慶應4年5月（1868年6月から7月）長州藩が購入 明治3年4月9日（1870年5月9日）献納 |
| 喪失     | 1885年4月3日                                                                 |
| 除籍     |                                                                              |
| 要目     |                                                                              |
| 排水量   | 236吨                                                                        |
| 全長     | 長：36.58m                                                                   |
| 全幅     | 宽：6.40m                                                                    |
| 吃水     | 2.29m                                                                        |
| 機関     | 横置直道式往复式1具 60馬力（IHP）                                            |
| 速力     | 5节                                                                          |
| 航続距離 |                                                                              |
| 燃料     |                                                                              |
| 乗員     |                                                                              |
| 兵装     | 5.9英寸砲1門 5.5英寸後装砲1門                                                |

第二丁卯（だいにていぼう）是一艘日本海軍軍艦。原本是長州藩订购的一艘三桅纵帆船型木质轮船。
「丁卯」是天干地支中的一个，对应幕末时期的庆应3年（1867年）。在这一年英国为長州藩建造的軍艦有「第一丁卯」和「第二丁卯」。由于是同一年建造，所以加第一和第二以示区別。

## 艦歷
建造時暂称为「アソンタ(Assunta)」，在英国伦敦建造、慶應4年5月（1868年6月至7月间）長州藩購入，并命名为「第二丁卯丸」。
明治3年4月9日（1870年5月9日）被献納给政府、同年5月8日（1870年6月6日）在品川附近水面被接收。此后兵部省由所管并改名为「第二丁卯艦」。
明治4年11月15日（1871年12月26日）定级为六等艦。
明治5年2月（1872年3月前後）起至翌年1月从事測量任務。
1875年（明治8年）江華島事件发生之际，同「雲揚」和「春日」一起被派遣至釜山附近海域。但并未直接参与江華島的交战。
1877年（明治10年）爆发西南战争，在下関进行警備，之后参加日奈久攻略。
1885年（明治18年）4月3日明治天皇行幸福岡时担任護衛艦，在返航神户港途中，于三重县安乗崎触礁被毁。

## 脚注
1. ↑  此要目根据《幕末の蒸気船物語》。排水量125トンとする資料もあるが、船体寸法に対して明らかに小さいとしている。据《日本海軍史》记载排水量125吨、長さ39.4m、幅6.6m、吃水2.4m、60馬力、速力8.0节。
2. ↑  《幕末の蒸気船物語》による。《日本海軍史 第7巻》《聯合艦隊軍艦銘銘伝》によると8門。